# Wilson desk
 (septembre 2022).
Si vous disposez d'ouvrages ou d'articles de référence ou si vous connaissez des sites web de qualité traitant du thème abordé ici, merci de compléter l'article en donnant les références utiles à sa vérifiabilité et en les liant à la section « Notes et références ».
Pour les articles homonymes, voir Wilson.

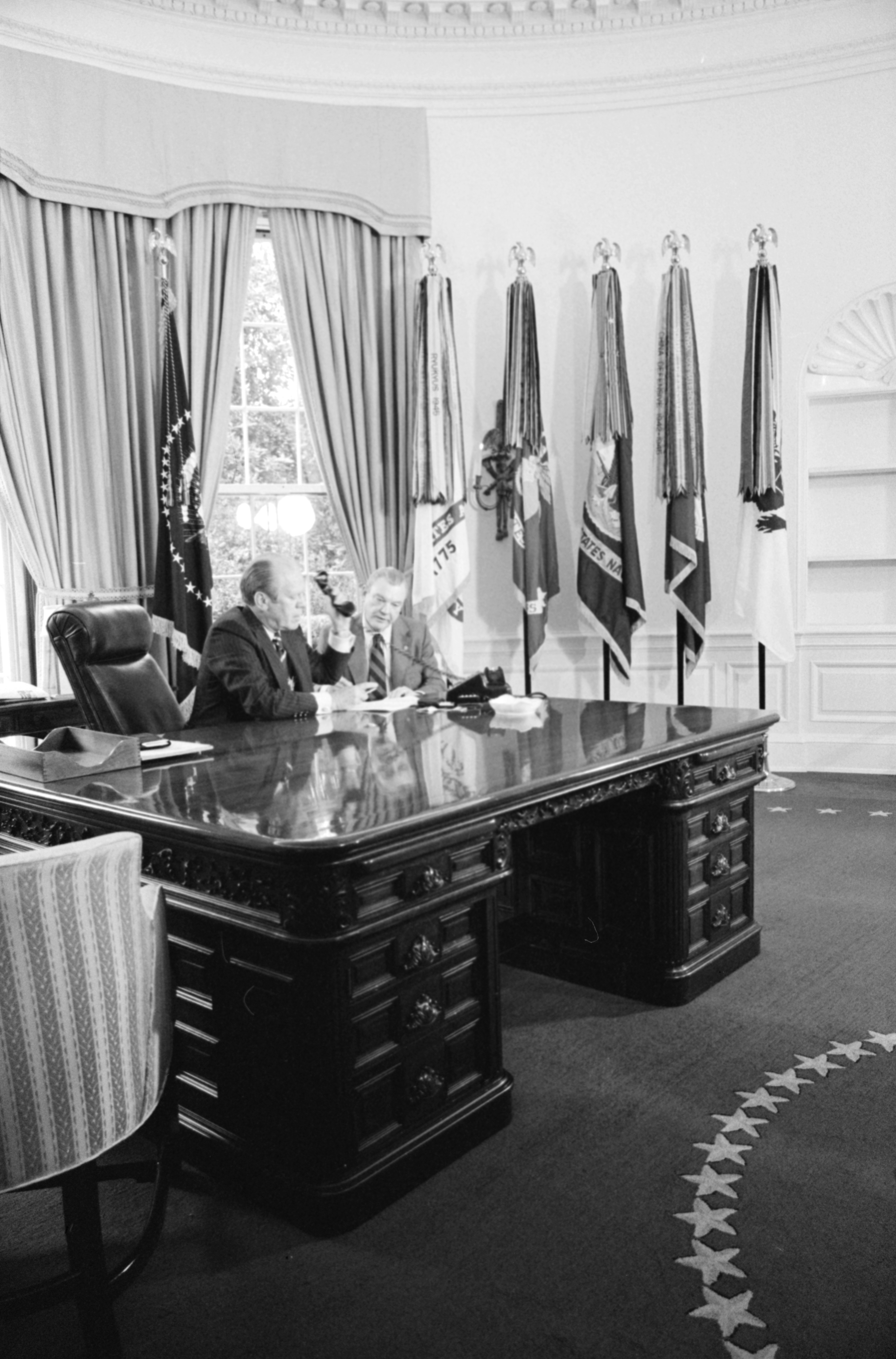
Gerald Ford assis au Wilson Desk peu avant la redécoration du Bureau ovale.

Le Wilson desk est un partners desk en acajou, bureau des présidents américains Richard Nixon et Gerald Ford dans le Bureau ovale.

## Histoire
Acheté entre 1897 et 1899 par Garret Hobart, alors vice-président des États-Unis, pour son bureau au Capitole (le vice-président américain est le président ex officio du Sénat), il est l'un des six bureaux jamais utilisés par des présidents dans le Bureau ovale. Quand Nixon fut élu président, il choisit ce bureau car il croyait qu'il avait été utilisé par le Président Woodrow Wilson dans le Bureau ovale. En 1971, cinq enregistreurs secrets sont installés par le Secret Service dans le Wilson Desk. Des enregistrements qui en sont issus constituèrent certaines des « bandes du Watergate ».
Nixon fit référence à ce bureau en 1969, dans son discours à la « majorité silencieuse » (Silent majority) en déclarant : « Il y a cinquante ans, dans cette pièce et à ce bureau même, le président Woodrow Wilson a parlé avec des mots qui ont saisi l'imagination d'un monde las de la guerre ». En réalité le bureau n'a jamais été utilisé par Woodrow Wilson dans le Bureau ovale. Nixon fut informé par une de ses plumes, William Safire, que le bureau avait été en fait utilisé par le vice-président des États-Unis Henry Wilson, sous l'administration du président Ulysses S. Grant. Mais cela apparait aussi comme inexact car le bureau ne fut commandé qu'en 1897 ou plus tard, soit plus de 22 ans après la mort de Wilson. L'appellation Wilson desk semble être un abus de langage car ce bureau n'a jamais en fait été utilisé par quelqu'un portant le nom de Wilson.
Depuis la fin de la présidence de Gerald Ford, le Wilson desk sert de nouveau pour les vice-présidents dans leur bureau au Capitole. Une réplique se trouve dans un bureau ovale reconstitué tel qu'il était sous la présidence Ford au Gerald R. Ford Presidential Museum à Grand Rapids dans le Michigan. 
Jimmy Carter réinstallera l'historique Resolute desk dans le Bureau ovale et les présidents suivants, de Reagan à Trump (exception faite de George Bush Père) utiliseront aussi ce dernier.